# Andrea Ferrigato
Andrea Ferrigato (Schio, 1º settembre 1969) è un ex ciclista su strada italiano.
Professionista dal 1991 al 2005, ottenne 17 vittorie e si classificò secondo nella Coppa del mondo su strada 1996.

## Carriera
Nei due anni tra i dilettanti, con la vicentina G.S. Car Supermercati Prodet, ottenne diverse vittorie tra cui quelle nel 1990 al Giro del Casentino e al Gran Premio di Poggiana.
Passò professionista nel 1991 con la maglia della Ceramiche Ariostea, squadra per la quale corse fino al 1994. Il suo anno migliore fu il 1996, in cui, con la maglia della Roslotto-ZG Mobili, vinse la Leeds International Classic ed il Gran Premio di Svizzera, piazzandosi secondo (126 punti) nella classifica finale di Coppa del mondo, alle spalle di Johan Museeuw (162 punti).
È stato per alcuni anni atleta della squadra nazionale azzurra, e ha partecipato a due edizioni dei campionati del mondo su strada. Ha lasciato le corse nel marzo 2005, dopo una stagione all'Acqua & Sapone, lavorando in seguito per l'azienda Selle Italia.

## Palmarès
- 1990 (Dilettanti)[3]

Circuito di Bibano
Giro del Casentino
Gran Premio di Poggiana
Milano-Mantova
Gran Premio di Sommacampagna
Astico-Brenta
Trofeo Pizzoli
- 1991

Giro di Reggio di Calabria
- 1994

Prologo Grand Prix Pony Malta
12ª tappa Giro d'Italia (Bibione > Kranj)
- 1995

Gran Premio Industria e Artigianato
- 1996

Trofeo Matteotti
Leeds International Classic
Gran Premio di Svizzera
Giro di Romagna
- 1997

5ª tappa Tirreno-Adriatico (Corinaldo)
Grand Prix de Ouest-France
- 1999

Trofeo Pantalica
Berner Rundfahrt
2ª tappa Quatre Jours de Dunkerque (Boulogne-sur-Mer)
- 2001

Classifica generale Volta ao Algarve
- 2002

2ª tappa Étoile de Bessèges (Sainte-Tulle)
- 2003

1ª tappa Giro della Liguria (Diano Marina)
Gran Premio Nobili Rubinetterie

## Piazzamenti

### Grandi Giri
- Giro d'Italia

1992: 83º
1994: 28º
1995: ritirato (3ª tappa)
1997: ritirato (7ª tappa)
1998: 64º
1999: ritirato (13ª tappa)
2000: 95º
2004: 84º
- Tour de France

1993: non partito (13ª tappa)
1995: 54º
1996: 46º
1998: non partito (18ª tappa)

### Classiche monumento
- Milano-Sanremo

1994: 50º
1997: 9º
1998: 130º
1999: 12º
2000: 17º
2002: 84º
- Giro delle Fiandre

1995: 57º
2003: 33º
- Liegi-Bastogne-Liegi

1997: 30º
1998: 56º
2000: 74º
- Giro di Lombardia

1991: 37º

### Competizioni mondiali
- Campionati del mondo

Lugano 1996 - In linea Elite: 20º
San Sebastián 1997 - In linea Elite: ritirato